# Біологія розвитку
Біоло́гія ро́звитку — розділ біології, що вивчає причинні механізми й рушійні сили індивідуального розвитку (онтогенезу) організмів тварин і рослин.

## Генеза
Біологія розвитку — спадкоємиця раніше виниклого в ембріології експериментального напрямку — механіки розвитку — сформувалася до середини 20 ст. на основі ембріології; на стику її з клітинною біологією, генетикою, фізіологією і молекулярною біологією. Успіхи, досягнуті цими дисциплінами, уможливили об'єднання різних підходів і методів для розв'язання таких фундаментальних проблем біології розвитку, як способи реалізації генетичної інформації в індивідуальному розвитку, молекулярно-генетичні основи диференціювання клітин, тканин і органів, механізми клітинних взаємодій і регуляторних процесів, що забезпечують цілісність організму, що розвивається, молекулярні механізми нормального і пухлинного росту й інші. Досягнення біології розвитку відкривають великі перспективи для практики (керування розвитком тварин і рослин, регуляція статі, регуляція чисельності тварин і т. д.).

## Основні завдання
Основними завданнями біології розвитку є вивчення:
- способів реалізації генетичної інформації в індивідуальному розвитку,
- молекулярно-генетичних механізмів диференціації клітин, тканин і органів,
- механізмів клітинних взаємодій і регуляторних процесів, що забезпечують цілісність організму,
- молекулярних механізмів нормального й аномального розвитку з метою розроблення ефективних методів керування ростом, розвитком і розмноженням організмів.

## Напрямки досліджень
Основні напрямки досліджень:
- Біологія розвитку тварин.
- Біологія розвитку рослин.
- Експериментальна ембріологія.
- Молекулярна біологія клітини.
- Генетична регуляція розвитку.
- Молекулярні механізми диференціації.
- Розроблення нових методів біології розвитку.
- Цитологічні основи онтогенезу.